# Twee stukken voor twee altviolen
Twee stukken voor twee altviolen is een compositie van Frank Bridge. Bridge was van origine altist, maar componeerde eigenlijk zelden voor dat muziekinstrument. Er zijn slechts weinig stukken van zijn hand die dat instrument als “hoofdinstrument” hebben. Het is dan ook opvallend dat hij in 1912 direct twee stukjes schreef en dan ook nog voor twee altviolen. Bridge speelde wel een van de twee partijen tijdens de eerst uitvoering op 18 maart 1912 in de Aeolian Hall in Londen. De andere altviool werd gespeeld door de (toen) wereldberoemde altist Lionel Tertis, een man die componisten maande tot het schrijven van nieuw repertoire voor de altviool.
De twee stukken zijn Caprice in D majeur en Lament in c mineur. De partituur van het Caprice is in de loop der jaren zoekgeraakt.

## Discografie
- Uitgave Hyperion: Raphael Ensemble; alleen Lament.